# 2-й королевский танковый полк
2-й королевский танковый полк (англ. 2nd Royal Tank Regiment (2 RTR)) — тактическое формирование Королевского бронетанкового корпуса Британской армии. В 2014 году он влился в Королевский танковый полк, который входит в состав 12-й механизированной бригады.

## История
Основанный как батальон «Б» танкового корпуса (B Battalion, Tank Corps) в 1917 году, 2 RTR впервые принял участие в Первой мировой войне с появлением танковой техники. Позже он участвовал во Второй мировой войне. В 1989 году полк базировался в Уэссекских казармах, в Бад-Фаллингбостеле (ФРГ), в составе 7-й бронетанковой бригады и имел на вооружении 57 танков Челленджер 1. В 1992 году он объединился с 3-м королевским танковым полком, сохранив свое первоначальное название. Он стал вторым полком, оснащенным танком «Челленджер 2» в 1998 году.
В 2003 и 2007 годах полк развёртывал эскадроны ходе операции «Телик» (Telic). После длительного пребывания в Фаллингбостеле, Германия, полк вернулся в казармы Aliwal в Тидворте в июле 2007 года. 25 июня 2008 года в Букингемском дворце королева Елизавета II вручила 1RTR и 2RTR новый штандарт, который включал в себя новую боевую почесть Аль-Басра 2003 (Al Basrah 2003).
Подразделения полка были развёрнуты в Афганистане в рамках операции «Херрик» в 2010 году.
В августе 2014 года полк объединился с 1-м королевским танковым полком, чтобы сформировать Королевский танковый полк. Новый полк базируется в казармах Аливал в Тидворте и является одним из трёх танковых полков, оснащённых танком Челленджер 2.

## Организация
2-й королевский танковый полк включал в себя 5 эскадронов (рот):
- Эскадрон «Нерон» (Nero Squadron) — штабной
- Эскадрон «Циклопы» (Cyclops Squadron) — бронетанковый
- Эскадрон «Барсук» (Badger Squadron) — бронетанковый
- Эскадрон «Египет» (Egypt Squadron) — бронетанковый
- Эскадрон «Сокол» (Falcon Squadron) — войсковая разведка